# Didier Migaud
Pour les articles homonymes, voir Migaud.
Didier Migaud, né le 6 juin 1952 à Saint-Symphorien (Indre-et-Loire), est un homme politique et haut fonctionnaire français.
Président de la commission des Finances de l'Assemblée nationale de 2007 à 2010, puis premier président de la Cour des comptes de 2010 à 2020, il préside la Haute Autorité pour la transparence de la vie publique à partir de 2020.
Du 21 septembre au 23 décembre 2024, il est garde des Sceaux, ministre de la Justice dans le gouvernement Michel Barnier. 

## Biographie

### Famille et études
Didier Jacques Migaud naît le 6 juin 1952 à Saint-Symphorien, commune alors indépendante de Tours, en Indre-et-Loire, du mariage de Jacques Migaud, notaire, et de Denyse Julliot.
Après avoir suivi l'école primaire à Château-Chinon, puis le collège et le lycée à Nevers, Didier Migaud est diplômé de l'Institut d'études politiques de Lyon. Il est titulaire d'une licence de droit, d'un Diplôme d'études supérieures (DES) de droit public et d'un DES de sciences politiques à l'université de droit de Lyon.
Le 30 septembre 1989, il épouse Patricia Brigand, enseignante. De ce mariage naissent trois enfants.

### Vie professionnelle de 1976 à 1988
Il occupe plusieurs fonctions administratives parallèlement à ses fonctions d'élu
- 1976 - 1985 Enseignant à l’Institut d’études politiques de Lyon
- 1976 - 1978 Chargé de mission - Cabinet - Conseil général de l’Isère
- 1978 - 1985 Directeur de Cabinet - Conseil général de l'Isère
- 1982 - 1985 Secrétaire général des services - Conseil général de l’Isère
- 1985 - 1986 Conseiller auprès du Président de l’Assemblée nationale
- 1986 - 1988 Chargé de mission auprès du Médiateur (national) de la République
- 1986 - 1988 Conseiller régional de Rhône-Alpes
- 1988 - 2001 Conseiller général du canton de Fontaine – Seyssinet-Pariset - Seyssins

### Député et maire
Didier Migaud est élu député de la 4e circonscription de l'Isère (sud de Grenoble et l'Oisans) à partir de 1988, et réélu à chaque élection jusqu'à ce qu'il décide de quitter ses fonctions en 2010.
Il est élu maire de Seyssins en 1995 ; cette fonction lui permet d'obtenir la présidence de la communauté d'agglomération Grenoble-Alpes Métropole, qu'il conserve pendant près de 15 ans. En 2006 et sous sa présidence, la métropole procède, comme l'avait fait Seyssins, à la souscription d'emprunts structurés portant sur la parité entre l'euro et le franc suisse, qui se révéleront très défavorables pour les collectivités concernées.
Rapporteur général de la commission des Finances de l'Assemblée nationale de 1997 à 2002, il s'affirme au Parlement comme l'un des spécialistes des questions budgétaires.
Avec le sénateur Alain Lambert, il est à l'origine de la loi organique relative aux lois de finances (LOLF), nouvelle « constitution » budgétaire adoptée en 2001, qui a pour but affiché de renforcer les pouvoirs budgétaires du Parlement et d'améliorer l'efficacité de l'action de l'État en substituant à la logique de moyens une logique d'objectifs et de résultats.
Après avoir été chargé par Ségolène Royal d'une mission sur la fiscalité aux côtés de Dominique Strauss-Kahn et de François Marc, il devient pendant la campagne de l'élection présidentielle de 2007 « conseiller budgétaire » de la candidate Ségolène Royal. Réélu député dans la foulée, il fait partie du groupe SRC et est l'un des proches de Laurent Fabius ; sa suppléante est Marie-Noëlle Battistel.
Au congrès de Reims de novembre 2008, il est nommé membre du secrétariat national du Parti socialiste, comme conseiller pour les finances et la fiscalité auprès de Martine Aubry, première secrétaire du parti.
Questeur de l'Assemblée nationale pendant la XIIe législature (2002-2007), il est élu, le 28 juin 2007, président de la commission des Finances de l'Assemblée nationale, à l'unanimité des votants,,. Cette fonction est en effet dévolue, selon la promesse du président de la République Nicolas Sarkozy, à l'opposition. À peine élu, il déclare vouloir travailler « dans un esprit constructif et républicain ». Il se déclare cependant « préoccupé par le "paquet fiscal" proposé par le gouvernement», voté par la majorité UMP le 1er août 2007. Adversaire résolu des « niches fiscales », sa mobilisation et celle de ses collègues socialistes sur ce dossier et le paquet fiscal entame le crédit du gouvernement sur ces dossiers ; de même, il sait utiliser ses prérogatives pour renforcer la mission de contrôle de la commission, notamment sur l'affaire de l'arbitrage au profit de Bernard Tapie.

### Premier président de la Cour des comptes
Le 23 février 2010, le président de la République Nicolas Sarkozy le nomme à la tête de la Cour des comptes en remplacement de Philippe Séguin, décédé quelques semaines auparavant. Il abandonne alors l'ensemble de ses mandats électifs et quitte le Parti socialiste.
Le 15 juillet 2010 est publié un rapport sur les comptes et la gestion des services de la présidence de la République pour la deuxième année consécutive, conformément à la volonté du président Nicolas Sarkozy. Alors que le rapport portant sur l'année 2008 jugeait « exorbitant[es] » certaines dépenses, celui-ci souligne « un sérieux effort », entre autres sur le coût des sondages réalisés par l'Élysée. La Cour des comptes note toutefois que d'autres économies sont « encore possibles »,.
Début 2013, il estime que du fait de l'importance existante des prélèvements, le gouvernement dirigé par Jean-Marc Ayrault ne peut augmenter davantage l'imposition fiscale et doit diminuer les dépenses publiques. « La France va devoir, dans les années qui viennent, consentir à un freinage sans précédent de la dépense publique », dénonçant en particulier la hausse des dépenses des collectivités locales.
Il est admis à la retraite le 6 avril 2021 avec effet au 1er juin 2021.

### Président de la HATVP
Le 15 janvier 2020, le président de la République Emmanuel Macron envisage de le nommer à la présidence de la Haute Autorité pour la transparence de la vie publique. La nomination est approuvée le 29 janvier et publiée au Journal officiel le 30 janvier 2020.

### Garde des Sceaux, ministre de la Justice
Reçue le 26 août 2024 au palais de l'Élysée, la présidente de l'Assemblée nationale Yaël Braun-Pivet suggère à Emmanuel Macron de nommer Didier Migaud Premier ministre, estimant que son profil, entre politique et technique, est opportun pour rallier quelques anciens socialistes ainsi que la droite, afin de mener à bien les discussions budgétaires de l’automne. L'option est écartée et Didier Migaud est finalement nommé garde des Sceaux, ministre de la Justice le 21 septembre 2024, au sein du gouvernement Michel Barnier. Il succède ainsi à Éric Dupond-Moretti. Il est le seul ministre considéré comme une « caution de gauche » du gouvernement Barnier, du fait de son ancienne appartenance au Parti socialiste (qu'il avait dû quitter lors de sa nomination à la présidence de la Cour des comptes). 
Le 27 septembre 2024, alors que le procès de l'affaire des viols de Mazan est en cours où une cinquantaine d’hommes sont jugés pour les viols de Gisèle Pelicot et que la question du consentement revient systématiquement, Didier Migaud se dit favorable à l’inscription du consentement dans la loi française lors d'un entretien pour France Inter,,.
Le 5 décembre 2024, Michel Barnier remet la démission de son gouvernement après l'adoption d'une motion de censure par l'Assemblée nationale. Didier Migaud n'est plus alors que ministre chargé des affaires courantes jusqu'à la nomination de son successeur Gérald Darmanin le 23 décembre suivant.

## Commentaires sur sa politique budgétaire
Selon l’hebdomadaire Marianne,

« [Didier Migaud] est devenu le gardien du temple de l'orthodoxie budgétaire en France. Pas une année ne s'est écoulée sans qu'il épingle le « dérapage » des finances publiques et demande des mesures d’économie. Entre désindexation des prestations sociales, gel du point d'indice des fonctionnaires, réduction des aides au logement et baisse des dépenses des collectivités locales, le premier président de la Cour des comptes aura in fine obtenu gain de cause sur ses principales recommandations. »

D'après le même magazine, son action a conduit a une « forte chute de l’investissement public local et des conséquences désastreuses pour des secteurs comme le bâtiment et les équipements publics » et fait « reposer sur les plus pauvres et les classes moyennes les efforts budgétaires demandés à la population. »

## Détail des fonctions et des mandats

### Fonction politique
- 6 décembre 2008 - février 2010 : Conseiller aux finances et à la fiscalité de la première secrétaire du Parti socialiste Martine Aubry

### Mandats locaux
- 13 mars 1989 - 18 juin 1995 : Conseiller municipal de Seyssins
- 25 juin 1995 - 18 mars 2001 : Maire de Seyssins
- mars 2001 - mars 2008 : Maire de Seyssins
- mars 2008 - 6 mars 2010 : Maire de Seyssins
- 18 juillet 1995 - 12 mars 2010 : Président de la communauté d'agglomération Grenoble-Alpes Métropole
- 3 octobre 1988 - 27 mars 1994 : Conseiller général du canton de Fontaine-Seyssinet
- 28 mars 1994 - 18 mars 2001 : Conseiller général du canton de Fontaine-Seyssinet
- 17 mars 1986 - 15 octobre 1988 : Conseiller régional de Rhône-Alpes

### Mandats parlementaires
- 12 juin 1988 - 1er avril 1993 : Député de la 4e circonscription de l'Isère
- 28 mars 1993 - 21 avril 1997 : Député de la 4e circonscription de l'Isère
- 1er juin 1997 - 18 juin 2002 : Député de la 4e circonscription de l'Isère
- 19 juin 2002 - 19 juin 2007 : Député de la 4e circonscription de l'Isère
- 20 juin 2007 - 1er mars 2010 : Député de la 4e circonscription de l'Isère

### Autres fonctions
- 14 avril 1993 - 21 avril 1997 : Juge titulaire de la Haute Cour
- 8 décembre 1993 - 21 avril 1997 : Juge titulaire de la Cour de justice de la République
- 17 juin 1997 - 18 juin 2002 : Rapporteur général de la commission des Finances de l'Assemblée nationale
- 28 juin 2007 - 24 février 2010 : Président de la commission des Finances de l'Assemblée nationale
- 23 février 2010 - 31 janvier 2020 : Premier président de la Cour des comptes
- 30 janvier 2020 - 21 septembre 2024 : Président de la Haute Autorité pour la transparence de la vie publique

## Distinctions
Le 31 décembre 2010, Didier Migaud est nommé au grade de commandeur dans l'ordre national de la Légion d'honneur au titre de « premier président de la Cour des comptes ; 34 ans de services civils, d'activités professionnelles et de fonctions électives ».

## Pour approfondir

### Presse
- Carl Meeus, « Un président nommé Didier Migaud », Le Figaro, 26 février 2010.